# Платановий пакт

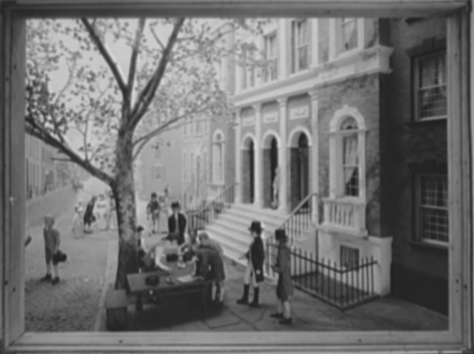
Зображення торговців під деревом

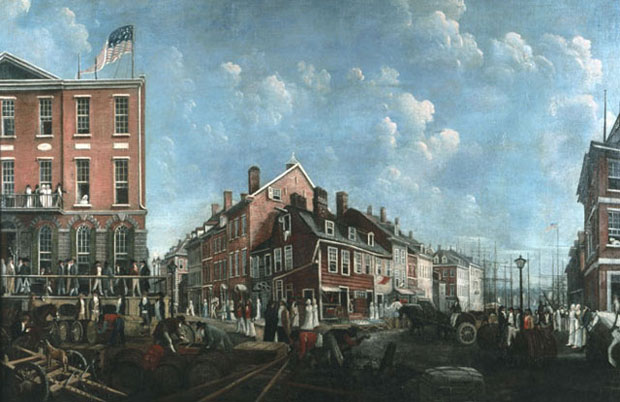
Картина Френсіса Гая 1797 року. Будівля з американським прапором — Tontine Coffee House. По діагоналі (південно-східний кут, крайній правий) розташована кав’ярня Merchant's Coffee House, де торгували брокери Баттонвудської угоди та інші до будівництва Тонтіна. Праворуч розташована Уолл-стріт, що веде вниз до Іст-Рівер.

Платановий пакт — основоположний документ нинішньої Нью-Йоркської фондової біржі та одним із найважливіших фінансових документів в історії США.  Угода організувала торгівлю цінними паперами в Нью-Йорку і була підписана 17 травня 1792 року між 24 біржовими брокерами за межами Волл-стріт, 68. Згідно з легендою, підписання відбулося під деревом, де відбулися їхні перші транзакції.  Нью-Йоркська фондова біржа відзначає підписання цієї угоди 17 травня 1792 року як своє заснування. 

## Історія
У березні 1792 року двадцять чотири провідні торговці Нью-Йорка таємно зустрілися в готелі Corre's, щоб обговорити шляхи наведення порядку в бізнесі з цінними паперами. Через два місяці, 17 травня 1792 року, ці чоловіки підписали документ під назвою Баттонвудська угода, названа на честь їхнього традиційного місця зустрічей під гузковим деревом – не тому, що він був підписаний там. 
Було задіяно занадто багато брокерів, щоб зустрітися під деревом. Бізнес вівся в різних офісах і кав'ярнях. У 1793 році вони координували свій бізнес у кав'ярні Tontine на розі вулиць Уолл і Уотер. 
Зараз документ є частиною архівної колекції Нью-Йоркської фондової біржі. 

## Документ договір
Коротше кажучи, угода містила два положення:
1. брокери мали працювати тільки один з одним, усуваючи аукціоністів, і
2. комісійні були 0,25%. Вона звучить так:

Ми, передплатники, брокери з купівлі та продажу публічних акцій, цим урочисто обіцяємо та зобов’язуємось один одному, що з цього дня не будемо купувати чи продавати з цього дня жодній особі, будь-які публічні акції за меншою ціною ставити, ніж одну чверть відсотка комісії з цінності виду, і що ми надамо перевагу один одному в наших переговорах. На свідчення чого ми склали свої руки цього 17 травня в Нью-Йорку 1792 року.

## Підписувачі
Двадцять чотири брокери, відомі як засновники та наступні батьки, які підписали Баттонвудську угоду (включаючи місцезнаходження підприємства): 
- Петер Аншпах … 3 Great Dock Street
- Armstrong & Barnewall … 58 Broad Street
- Ендрю Д. Барклай … 136 Перл-стріт
- Семюел Бібі … 21 Nassau Street
- GN Bleecker … 21 Broad Street
- Леонард Блікер … 16 Wall Street
- Джон Буш … 195 Water Street
- Джон Ферерс … 205 Water Street
- Ісаак М. Гомес … 32 Дівочий пров
- Тревіс Хандак … 55 Broad Street
- Джон А. Харденбрук … 24 Nassau Street
- Ефраїм Харт … 74 Бродвей
- Джон Генрі … 13 Duke Street
- Августин Х. Лоуренс … 132 Water Street
- Семюел Марч … 243 Queen Street
- Чарльз МакЕверс-молодший … 194 Water Street
- Джуліан МакЕверс … 140 Greenwich Street
- Девід Ріді … 58 Wall Street
- Robinson & Hartshorne … 198 Queen Street
- Бенджамін Сейшас … 8 Ганноверська площа
- Х'ю Сміт … кав'ярня Tontine
- Sutton & Hardy … 20 Wall Street
- Бенджамін Вінтроп … 2 Great Dock Street
- Олександр Зунц … вул. Широка, 97